# Irene Harand

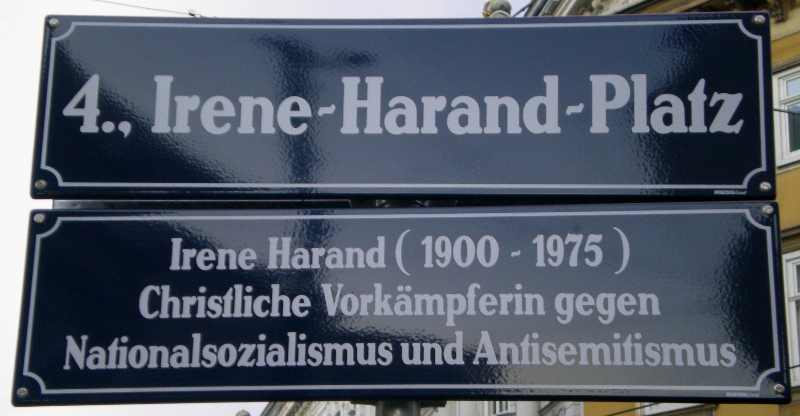
Plaza dedicada a Irene Harand en Viena. La inscripción inferior reza: "Luchadora cristiana contra el nacionalsocialismo y el antisemitismo".

Irene Harand (nacida en Viena, 1900- muerta en Nueva York, 1975) fue una política austríaca, activista en la defensa de los derechos humanos y en la lucha contra el antisemitismo. Nacida en el seno de una familia católica, durante los años 1920 trabajó en la Asociación de Pequeños Ahorradores y Pensionistas de Austria con el abogado judío Moriz Zalman, con quien fundaría también el Partido Popular Austríaco, que se presentó a las elecciones legislativas austríacas de 1930 para defender los intereses de los pequeños ahorradores y jubilados, y combatir el antisemitismo.
El 1933 fundó la Weltbewegung gegen Rassenhass und Menschennot (Movimiento Mundial Contra el Odio Racial y el Sufrimiento Humano), que hizo campaña contra el nazismo en toda Europa. Para contestar al Mein Kampf de Adolf Hitler, escribió Sein Kampf - Antwort an Hitler von Irene Harand (Su lucha - la respuesta a Hitler de Irene Harand).
Cuando los nazis invadieron Austria en 1938 (Anschluss), Harand se encontraba en Londres impartiendo conferencias, cosa que le salvó la vida. Los nazis ofrecieron una recompensa de 100.000 marcos por su cabeza, y entonces marchó a los Estados Unidos de América, donde se convirtió en líder del Foro Cultural Austríaco. En 1969 recibió el premio de Justos entre las Naciones por su lucha contra el nazismo y el antisemitismo. Murió en Nueva York en 1975.